# Selatosomus gravidus
Selatosomus gravidus é uma espécie de insetos coleópteros polífagos pertencente à família Elateridae.
A autoridade científica da espécie é Germar, tendo sido descrita no ano de 1843.
Trata-se de uma espécie presente no território português.